# Cecil Thompson
Pour les articles homonymes, voir Thompson.
Temple de la renommée : 1959
Cecil Ralph Thompson, surnommé Tiny Thompson, (né le 31 mai 1903 à Sandon (en) en Colombie-Britannique au Canada — mort le 9 février 1981 à Calgary dans l'Alberta également au Canada) est un joueur professionnel de hockey sur glace du début du XXe siècle,. Il a évolué dans la Ligue nationale de hockey dans les années 1930 d'abord pour les Bruins de Boston puis en fin de carrière pour les Red Wings de Détroit. Il est le frère aîné de Paul Thompson, joueur professionnel avec les Rangers de New York et avec les Black Hawks de Chicago puis entraîneur de Chicago par la suite.
« Tiny » Thompson remporte la Coupe Stanley avec les Bruins lors de sa première saison dans la LNH en 1929 et remporte à quatre reprises le trophée Vézina du meilleur gardien de la saison. En 1959, il est admis au Temple de la renommée du hockey pour l'ensemble de sa carrière,.

## Carrière

### Ses débuts
Né en Colombie-Britannique, le 31 mai 1905 dans la petite ville de Sandon, Thompson grandit dans l'Alberta dans la ville de Calgary avec son frère cadet de trois ans, Paul futur joueur professionnel. Au cours de sa jeunesse il apprécie le hockey sur glace mais également le baseball. Il n'a pas pour autant la vocation d'être gardien de but même s'il prend le poste devant les filets quand il est sollicité. À l'adolescence, il est surnommé ironiquement « Tiny », puisqu'à 1,80 m de haut, il est le plus grand joueur de l'équipe. Ce surnom lui restera toute sa carrière.
Il commence sa carrière junior en jouant pour les Monarchs de Calgary en 1919 à l'âge de 16 ans. Il joue avec les Monarchs dès sa première année la finale de la Coupe Memorial, participant à deux matchs et accordant onze buts. Il joue ensuite avec l'équipe de Bellevue en Alberta à partir de la saison 1921-22. Deux saisons plus tard, il joue dans la finale de la Coupe Allan, coupe de la meilleure équipe amateur du Canada, mais l'équipe d'Alberta perd contre les Greyhounds de Sault Ste. Marie.
Il rejoint en 1925-1926 les Millers de Minneapolis de la Ligue centrale de hockey, équipe qui intègre la saison suivante l'Association américaine de hockey. En trois saisons sous le maillot des Millers, il participe à 118 matchs pour 33 blanchissages avec une moyenne de 1,37 but accordé.

### Carrière dans la LNH

#### Première saison réussie
Thompson rejoint à l'aube de la saison 1928-1929, les Bruins de Boston de la Ligue nationale de hockey qui font leurs débuts dans le Boston Garden. Son contrat est acheté le 12 mai 1928 par Art Ross, gérant des Bruins, qui ne l'a jamais vu jouer mais a eu de très bon retour sur son jeu. Il joue son premier match dans la LNH le 15 novembre 1928 contre les Pirates de Pittsburgh. Ce soir là, il réalise pour sa première sortie dans la LNH un blanchissage, son équipe remportant le match sur le score de 1 but à 0. Il s'agit du premier gardien de la LNH à être admis ensuite au temple de la renommée à réussir cette performance.
Il joue l'intégralité des matchs de l'équipe dirigée une défense guidée par Eddie Shore. Ainsi au cours des 44 matchs de la saison régulière, il réalise douze blanchissages pour une moyenne de 1,15 but accordé, la deuxième meilleure moyenne de l'histoire de la LNH, derrière celle de George Hainsworth des Canadiens de Montréal avec une moyenne de 0,98 but alloué par match. Hainsworth remporte ainsi son troisième trophée Vézina consécutif.
L'équipe termine à la deuxième place de la LNH juste derrière les Canadiens mais à la première de la division américaine. Les premiers de chaque division se rencontrent en demi-finale de la Coupe Stanley et les Bruins sont alors confrontés aux Canadiens. Thompson réalise deux blanchissages lors des deux premiers matchs pour deux victoires 1-0. Lors du troisième et dernier match, Thompson craque à deux reprises contre trois pour le portier de Montréal. Les Bruins accèdent pour la deuxième fois de leur histoire à la finale de la Coupe Stanley, ceci après avoir perdu en 1927 contre les Sénateurs d'Ottawa.
Ils jouent cette nouvelle finale contre les Rangers de New York, équipe dans laquelle évolue Paul Thompson. C'est la première fois de l'histoire de la LNH que deux frères se retrouvent opposés en finale de la Coupe Stanley. Tiny Thompson continue sur sa lancée et blanchit l'équipe adverse lors du premier match 2-0. Lors du second match de la série, il laisse son équipe prendre un but. L'équipe gagne tout de même le match en inscrivant deux buts pour la première Coupe Stanley de l'histoire de la franchise.

#### Les premiers trophées individuels

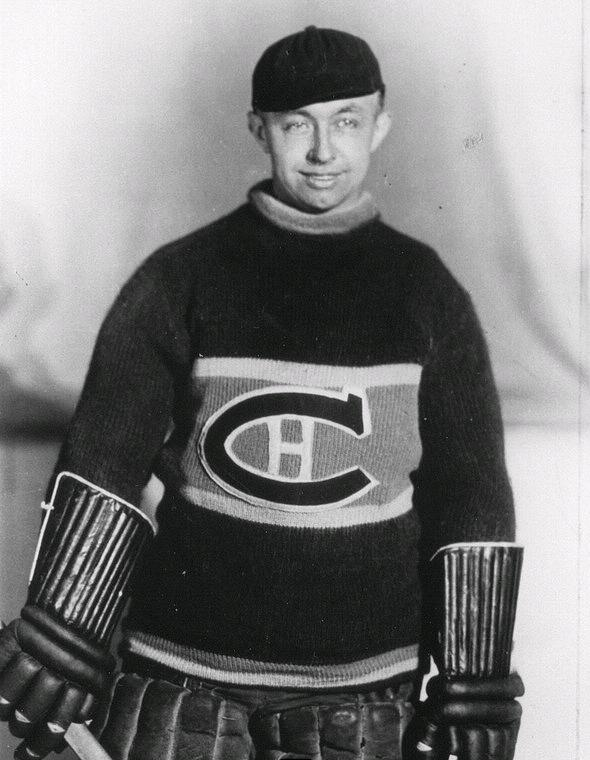
George Hainsworth, gardien des Canadiens de Montréal, vainqueur 1930 de la Coupe Stanley.

La saison suivante, Thompson joue encore une fois l'intégralité des 44 matchs de la saison régulière des Bruins, avec trois blanchissages et une moyenne de 2,19 buts alloués par rencontre. Afin de lutter contre le faible nombre de buts inscrits, une nouvelle règle est instaurée : les joueurs sont désormais autorisés à faire des passes à un autre joueur déjà en zone offensive,. Les Bruins ne perdent que cinq matchs pour un match nul et uniquement des victoires. Les Bruins écrasent tout le monde lors de la saison régulière avec soixante-dix-sept points au total, soit vingt-six de plus que chacune des deux meilleures équipes de la division Canadienne : les Maroons de Montréal et les Canadiens de Montréal avec notamment une série de quinze victoires consécutives
À titre personnel, Thompson ne concède que 98 buts, soit 13 buts de moins que Charlie « Chuck » Gardiner portier des Black Hawks de Chicago. Le gardien des Bruins remporte donc son premier trophée Vézina du gardien de la LNH avec la plus petite moyenne de buts alloués. Il s'agit du premier gardien autre que George Hainsworth à remporter le trophée depuis son instauration en 1927.
Malgré tout, les Bruins déchantent en séries éliminatoires lors de leur deuxième ronde. Ils éliminent en demi-finale de la Coupe Stanley les Maroons de Montréal. Les Bruins accèdent à une deuxième finale de Coupe Stanley en deux ans et partent favoris contre l'autre équipe de Montréal, les Canadiens. Et pourtant, Howie Morenz et ses coéquipiers inscrivent trois buts lors du premier match de la série dans la patinoire des Bruins sans en concéder un seul. Les filets de Hainsworth restent ainsi inviolés pendant 270 minutes et 8 secondes, record toujours d'actualité en 2009. Le deuxième match de la série tourne également à l'avantage des Canadiens : Bert McCaffrey et Nick Wasnie inscrivent les deux premiers buts du match, puis c'est au tour du capitaine de l'équipe, Sylvio Mantha et de Morenz de tromper « Tiny » Thompson. Les Canadiens mènent alors 4-1, le premier but des Bruins étant inscrit par Eddie Shore. Boston parvient à inscrire deux buts de plus mais Hainsworth résiste aux assauts adverses et offre une nouvelle coupe Stanley aux Canadiens.
En 1930-1931, Thompson est toujours le gardien titulaire et incontesté de Boston, jouant tous les matchs de la saison. Les instances de la LNH décident de mettre en place un nouvel honneur pour les joueurs en établissant des équipes d'étoiles. Gardiner est désigné gardien de la première et Thompson de la seconde. Les Bruins finissent une nouvelle fois en tête de la LNH, deux points devant les Canadiens et malgré le faible nombre de buts que laisse passer Thompson, 90 buts alloués, Roy Worters, gardien des Americans de New York, fait encore mieux puisqu'il n'accorde que 74 buts aux attaquants adverses. À la suite de leur première place, Canadiens et Bruins sont directement qualifiés pour le deuxième tour des séries mais sont directement opposés au meilleur des cinq matchs. Bruins et Canadiens se partagent les quatre premiers matchs et la qualification est obtenue par un but de Wildor Larochelle pour les Canadiens lors du cinquième match. Au cours du second match de la série, Thompson est le premier gardien de l'histoire de la LNH à être sorti par son entraîneur, Art Ross, afin de faire entrer un attaquant supplémentaire tout à la fin du match afin de tenter d'inscrire un but. La tactique ne fonctionne pas mais Ross innove alors avec une tactique décrite le lendemain comme « formidable ».
Au cours de la saison suivante, il ne joue pas la totalité des matchs alors que le calendrier officiel compte désormais 48 rencontres. Il est ainsi remplacé par Percy Jackson pour quatre matchs et par Wilf Cude pour deux autres. Collectivement, l'équipe est à la déroute puisque pour la première fois depuis le début de la carrière professionnelle de Thompson, elle rate la qualification pour les séries éliminatoires, septième et avant-dernière place du classement.

## Statistiques
Pour les significations des abréviations, voir statistiques du hockey sur glace.

### En tant que joueur
| Saison     | Équipe                 | Ligue      |     | Saison régulière | Saison régulière | Saison régulière | Saison régulière | Saison régulière | Saison régulière | Saison régulière | Saison régulière | Saison régulière | Saison régulière |    | Séries éliminatoires | Séries éliminatoires | Séries éliminatoires | Séries éliminatoires | Séries éliminatoires | Séries éliminatoires | Séries éliminatoires | Séries éliminatoires | Séries éliminatoires |
| Saison     | Équipe                 | Ligue      | PJ  | V                | D                | Pr/N             | Min              | BC               | Moy              | % Arr            | Bl               | Pun              | PJ               | V  | D                    | Min                  | BC                   | Moy                  | % Arr                | Bl                   | Pun                  |                      |                      |
| 1919-1920  | Monarchs de Calgary    |            | 2   | 1                | 0                | 1                | 120              | 11               | 5,5              |                  | 0                |                  |                  |    |                      |                      |                      |                      |                      |                      |                      |                      |                      |
| 1923-1924  | Bellevue               |            | 4   | 1                | 2                | 1                | 240              | 10               | 2,5              |                  | 1                |                  |                  |    |                      |                      |                      |                      |                      |                      |                      |                      |                      |
| 1924-1925  | Duluth                 |            | 40  | 17               | 20               | 3                | 1 920            | 59               | 1,38             |                  | 11               |                  |                  |    |                      |                      |                      |                      |                      |                      |                      |                      |                      |
| 1925-1926  | Millers de Minneapolis | LCH        | 36  |                  |                  |                  | 2 160            | 59               | 1,64             |                  | 10               |                  | 3                | 3  | 0                    | 0                    |                      | 0,33                 |                      | 2                    |                      |                      |                      |
| 1926-1927  | Millers de Minneapolis | AHA        | 38  | 17               | 11               | 10               | 2 253            | 51               | 1,42             |                  | 9                | 0                | 6                | 3  | 3                    | 0                    |                      | 1,33                 |                      | 1                    |                      |                      |                      |
| 1927-1928  | Millers de Minneapolis | AHA        | 40  | 28               | 7                | 5                | 2 475            | 51               | 1,23             |                  | 12               | 0                | 8                | 4  | 0                    | 4                    |                      | 0,38                 |                      | 5                    |                      |                      |                      |
| 1928-1929  | Bruins de Boston       | LNH        | 44  | 26               | 13               | 5                | 2 710            | 52               | 1,15             |                  | 12               | 0                | 5                | 5  | 0                    | 0                    |                      | 0,6                  |                      | 3                    |                      |                      |                      |
| 1929-1930  | Bruins de Boston       | LNH        | 44  | 38               | 5                | 1                | 2 680            | 98               | 2,19             |                  | 3                | 0                | 6                | 3  | 3                    | 0                    |                      | 1,67                 |                      | 0                    |                      |                      |                      |
| 1930-1931  | Bruins de Boston       | LNH        | 44  | 28               | 10               | 6                | 2 730            | 90               | 1,98             |                  | 3                | 0                | 5                | 2  | 3                    | 0                    |                      | 2,27                 |                      | 0                    |                      |                      |                      |
| 1931-1932  | Bruins de Boston       | LNH        | 43  | 13               | 19               | 11               | 2 698            | 103              | 2,29             |                  | 9                | 0                | -                | -  | -                    | -                    | -                    | -                    | -                    | -                    | -                    |                      |                      |
| 1932-1933  | Bruins de Boston       | LNH        | 48  | 25               | 15               | 8                | 3 000            | 88               | 1,76             |                  | 11               | 0                | 5                | 2  | 3                    | 0                    |                      | 1,23                 |                      | 0                    |                      |                      |                      |
| 1933-1934  | Bruins de Boston       | LNH        | 48  | 18               | 25               | 5                | 2 980            | 130              | 2,62             |                  | 5                | 0                | -                | -  | -                    | -                    | -                    | -                    | -                    | -                    | -                    |                      |                      |
| 1934-1935  | Bruins de Boston       | LNH        | 48  | 26               | 16               | 6                | 2 970            | 112              | 2,26             |                  | 8                | 0                | 4                | 1  | 3                    | 0                    |                      | 1,53                 |                      | 1                    |                      |                      |                      |
| 1935-1936  | Bruins de Boston       | LNH        | 48  | 22               | 20               | 6                | 2 930            | 82               | 1,68             |                  | 10               | 0                | 2                | 1  | 1                    | 0                    |                      | 4                    |                      | 1                    |                      |                      |                      |
| 1936-1937  | Bruins de Boston       | LNH        | 48  | 23               | 18               | 7                | 2 970            | 110              | 2,22             |                  | 6                | 0                | 3                | 1  | 2                    | 0                    |                      | 2,67                 |                      | 1                    |                      |                      |                      |
| 1937-1938  | Bruins de Boston       | LNH        | 48  | 30               | 11               | 7                | 2 970            | 89               | 1,8              |                  | 7                | 0                | 3                | 0  | 3                    | 0                    |                      | 1,7                  |                      | 0                    |                      |                      |                      |
| 1938-1939  | Bruins de Boston       | LNH        | 5   | 3                | 1                | 1                | 310              | 8                | 1,55             |                  | 0                | 0                | -                | -  | -                    | -                    | -                    | -                    | -                    | -                    | -                    |                      |                      |
| 1938-1939  | Red Wings de Détroit   | LNH        | 39  | 16               | 17               | 6                | 2 397            | 101              | 2,53             |                  | 4                | 0                | 6                | 3  | 3                    | 0                    |                      | 2,41                 |                      | 1                    |                      |                      |                      |
| 1939-1940  | Red Wings de Détroit   | LNH        | 46  | 16               | 24               | 6                | 2 830            | 120              | 2,54             |                  | 3                | 0                | 5                | 2  | 3                    | 0                    |                      | 2,4                  |                      | 0                    |                      |                      |                      |
| 1940-1941  | Bisons de Buffalo      | LAH        | 1   | 0                | 0                | 0                | 0                | 1                | 1,5              |                  | 0                | 0                | -                | -  | -                    | -                    | -                    | -                    | -                    | -                    | -                    |                      |                      |
| 1942-1943  | Calgary RCAF Mustangs  | CNDHL      |     |                  |                  |                  |                  |                  |                  |                  |                  |                  | 4                |    |                      |                      |                      | 3                    |                      |                      |                      |                      |                      |
| Totaux LNH | Totaux LNH             | Totaux LNH | 553 | 284              | 194              | 75               | 34 175           | 1183             | 2,08             | 0                | 81               | 0                | 44               | 20 | 24                   | 0                    |                      | 1,88                 |                      | 7                    |                      |                      |                      |

### En tant qu'entraîneur
| Saison    | Équipe            | Ligue |    | PJ | V  | D  | N             |  | Séries éliminatoires |
| 1940-1941 | Bisons de Buffalo | LAH   | 56 | 19 | 27 | 10 | Non qualifiés |  |                      |
| 1941-1942 | Bisons de Buffalo | LAH   | 56 | 25 | 25 | 6  | Non qualifiés |  |                      |

## Trophées et honneurs

### Liste
Au cours de sa carrière, Thompson a remporté de nombreux trophées.
- Trophées internes aux Bruins de Boston
- 1935-1936 : trophée Elizabth C. Dufresne, remis au meilleur joueur à domicile[30]
- Trophées de la LNH
  - 1928-1929 : Coupe Stanley
  - 1929-1930 : trophée Vézina du gardien de but avec la plus petite moyenne de buts alloués
  - 1930-1931 : gardien de but de la seconde équipe d'étoiles
  - 1932-1933 : trophée Vézina
  - 1934-1935 : gardien de but de la seconde équipe d'étoiles
  - 1935-1936 :
    - trophée Vézina
    - gardien de but de la première équipe d'étoiles

  - 1937-1938 :
    - trophée Vézina
    - gardien de but de la première équipe d'étoiles